# Poa kunthii
Poa kunthii là một loài cỏ thuộc họ Poaceae.
Loài này chỉ có ở Ecuador.